# William Molineux
William Molineux (1717 — 22 de outubro de 1774) foi um comerciante de ferragens em Boston colonial de ascendência irlandesa [mais conhecido] por seu papel na Festa do Chá de Boston de 1773 e protestos políticos anteriores.
Molineux era incomum entre os Boston Whigs em ter nascido na Inglaterra e emigrar para Massachusetts. Ele também não fazia parte da ortodoxia congregacionalista da província, freqüentando uma igreja anglicana e supostamente se interessando por pontos de vista deístas. Registros de seguros mostram que Molineux quebrou as leis de comércio britânico em seus negócios, enviando navios para a República Holandesa, então ele poderia ter sido motivado a se juntar à causa radical pelo aumento das taxas alfandegárias e fiscalização na década de 1760. Colegas como John Adams descreveram-no como um homem volátil.
Molineux ganhou proeminência em comissões e multidões em manifestações contra os atos de Townshend, apreensões de oficiais da alfândega e o estacionamento de tropas britânicas em Boston. Ele também organizou um esforço de obras públicas para empregar os pobres da cidade em fiação e tecelagem de linho. Com o doutor Thomas Young, ele foi um dos mais radicais entre os elegantes organizadores whig que tentaram conduzir manifestações públicas em Boston depois de 1765. Por exemplo, em 18 de janeiro de 1770, ele defendeu uma marcha sobre a mansão do governador em exercício, Thomas Hutchinson, apesar dos avisos de que um ato contra o representante do rei era equivalente a traição, e teria ameaçado se matar se seus colegas não concordassem.
Molineux foi o único grande organizador de Whig que não estava na Casa de Reunião do Velho Sul na noite do Festa do Chá, o que significa que ele provavelmente estava no cais observando a destruição do chá. Em 1774, ele deu o exemplo recusando o trabalho do júri sob os juízes reais e pode ter ajudado a reunir a artilharia de campo para a província. No entanto, no final de outubro, ele ficou doente de repente, e em 22 de outubro ele morreu, alegadamente dizendo: "Oh, salve meu país, céu".
Rumores conflitantes circulavam. Os whigs da classe trabalhadora que seguiram Molineux sugeriram que ele havia sido envenenado por oficiais do exército britânico. Amigos do governo real disseram que ele havia cometido suicídio após ser pego desviando-se do projeto de linho de um comerciante de Nova York cujos assuntos ele representava. Sua propriedade estava em dívida com aquele homem, mas Molineux pode ter morrido de causas inteiramente naturais.
Como Molineux morreu antes do início da Guerra Revolucionária Americana, e porque alguns de seus colegas não se sentiam à vontade com seus métodos radicais, ele foi largamente omitido nas histórias da independência da América. Na verdade, seu nome foi preservado com mais destaque em um conto de Nathaniel Hawthorne intitulado "Meu Parente, Major Molineux", ambientado na década de 1740, em que o personagem-título é uma vítima, não um líder, de uma multidão de Boston. A casa de Molineux em Beacon Hill, Boston, Massachusetts, foi demolida para dar lugar ao Massachusetts State House.
Ele é um personagem em destaque no vídeo game de 2012, Assassin's Creed III.